# Église Notre-Dame de Bulat
Pour les articles homonymes, voir Bulat.
 (juillet 2018).
Si vous disposez d'ouvrages ou d'articles de référence ou si vous connaissez des sites web de qualité traitant du thème abordé ici, merci de compléter l'article en donnant les références utiles à sa vérifiabilité et en les liant à la section « Notes et références ».
L’église Notre-Dame de Bulat-Pestivien (Côtes-d'Armor) est une ancienne chapelle qui fut un important centre de pèlerinage. 

## Historique
Vers la fin de l'Ancien Régime, la chapelle Notre-Dame-de-Bulat était, avec 2 100 livres de revenus annuels estimés, la première de l'évêché de Cornouaille pour le montant de ses revenus constitués essentiellement par les offrandes des pèlerins, donc probablement le premier pèlerinage le plus fréquenté de l'évêché. 
L'église est classée monument historique depuis septembre 1907.

## Galerie de photos

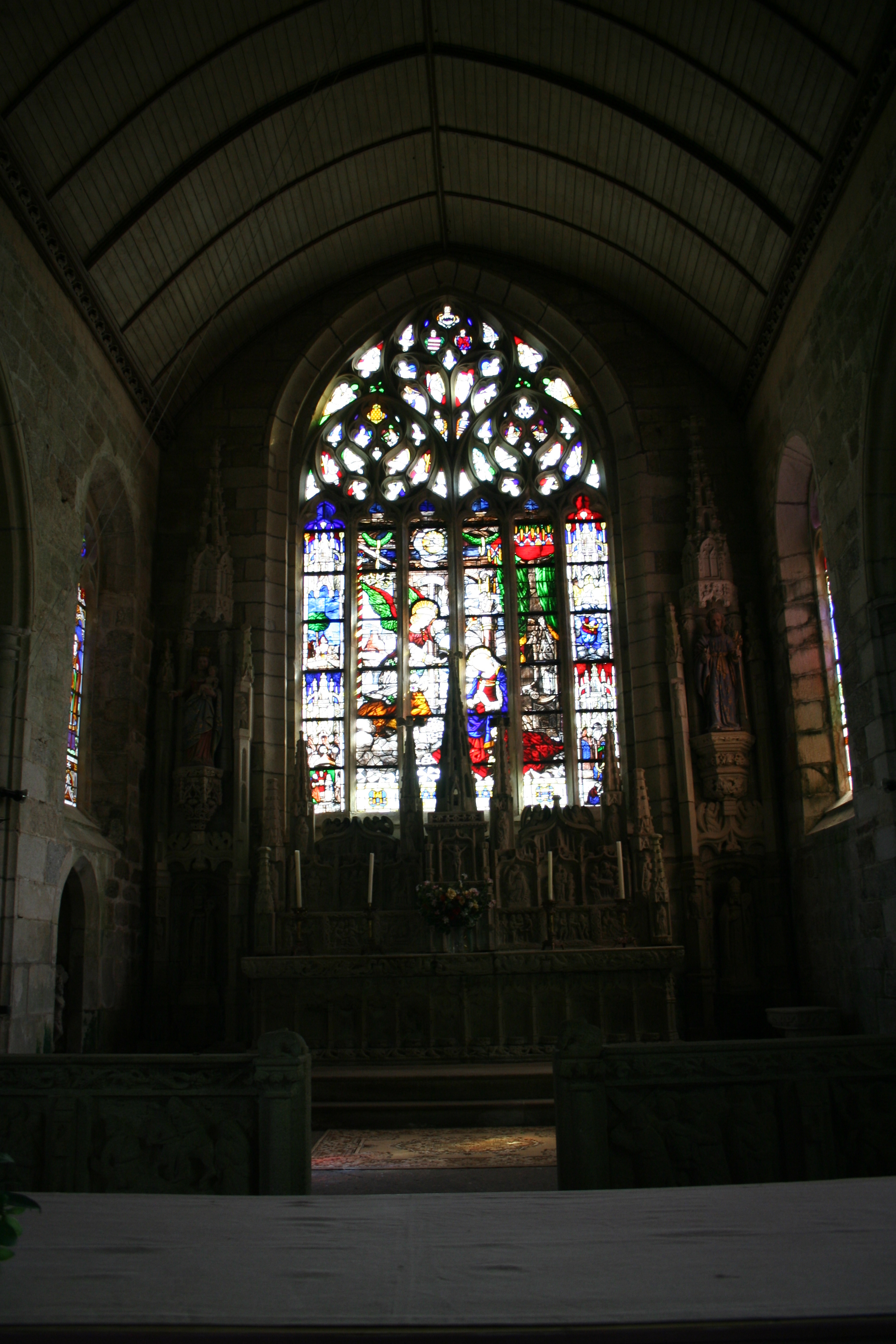
Chœur de l'église.
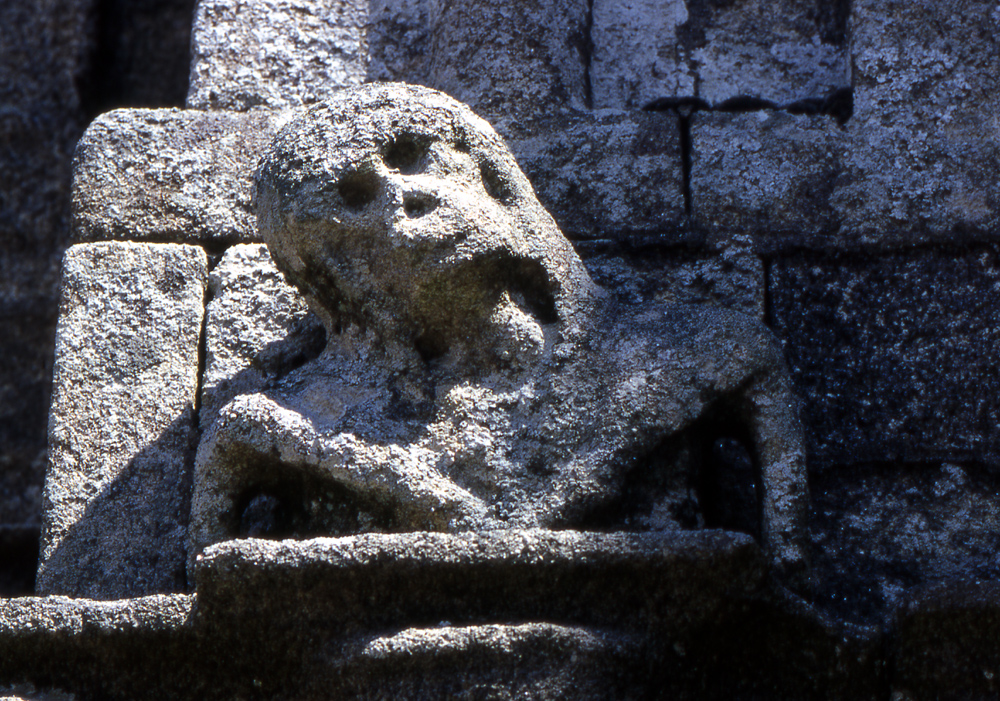
Ankou.
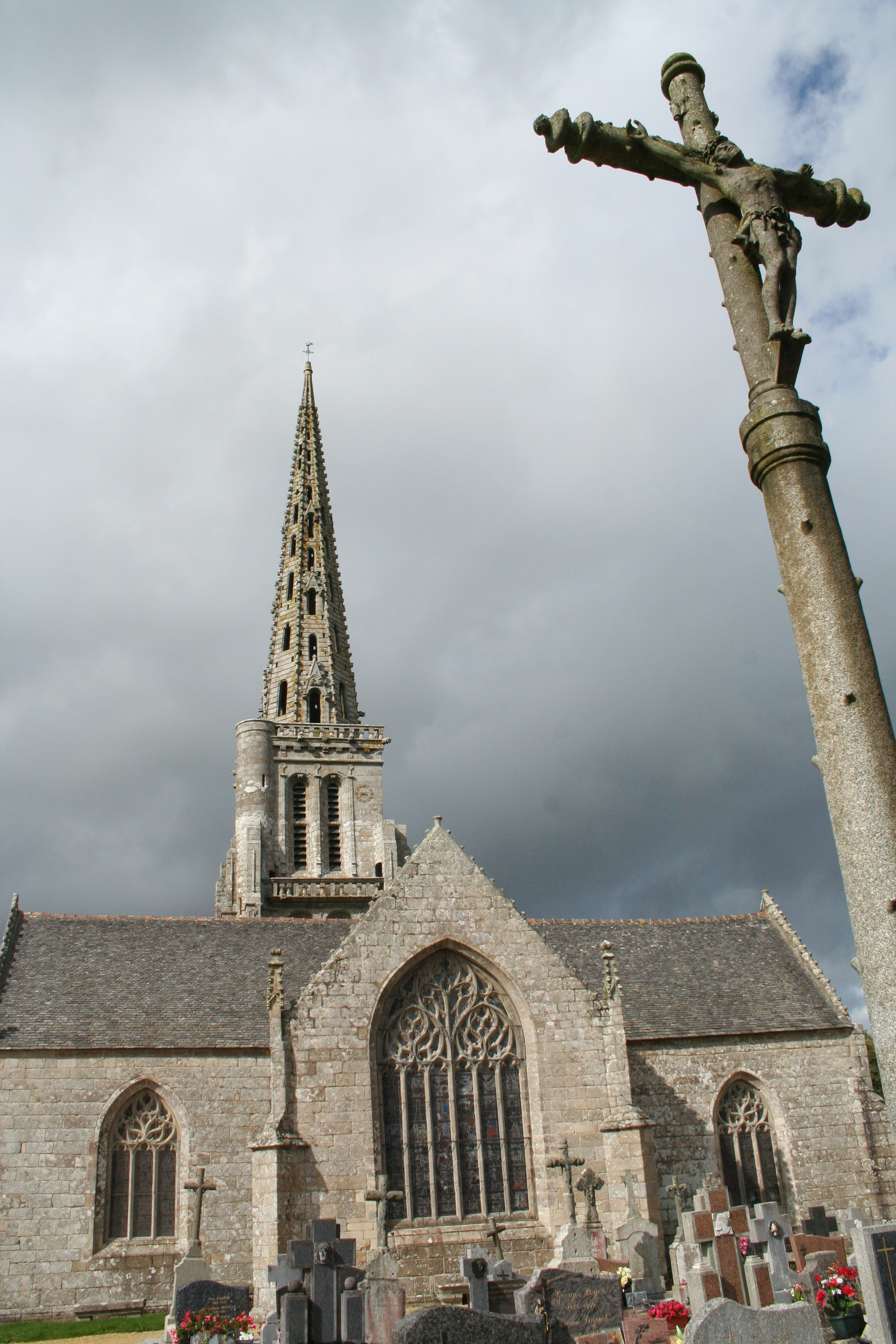
Chevet de l'église.
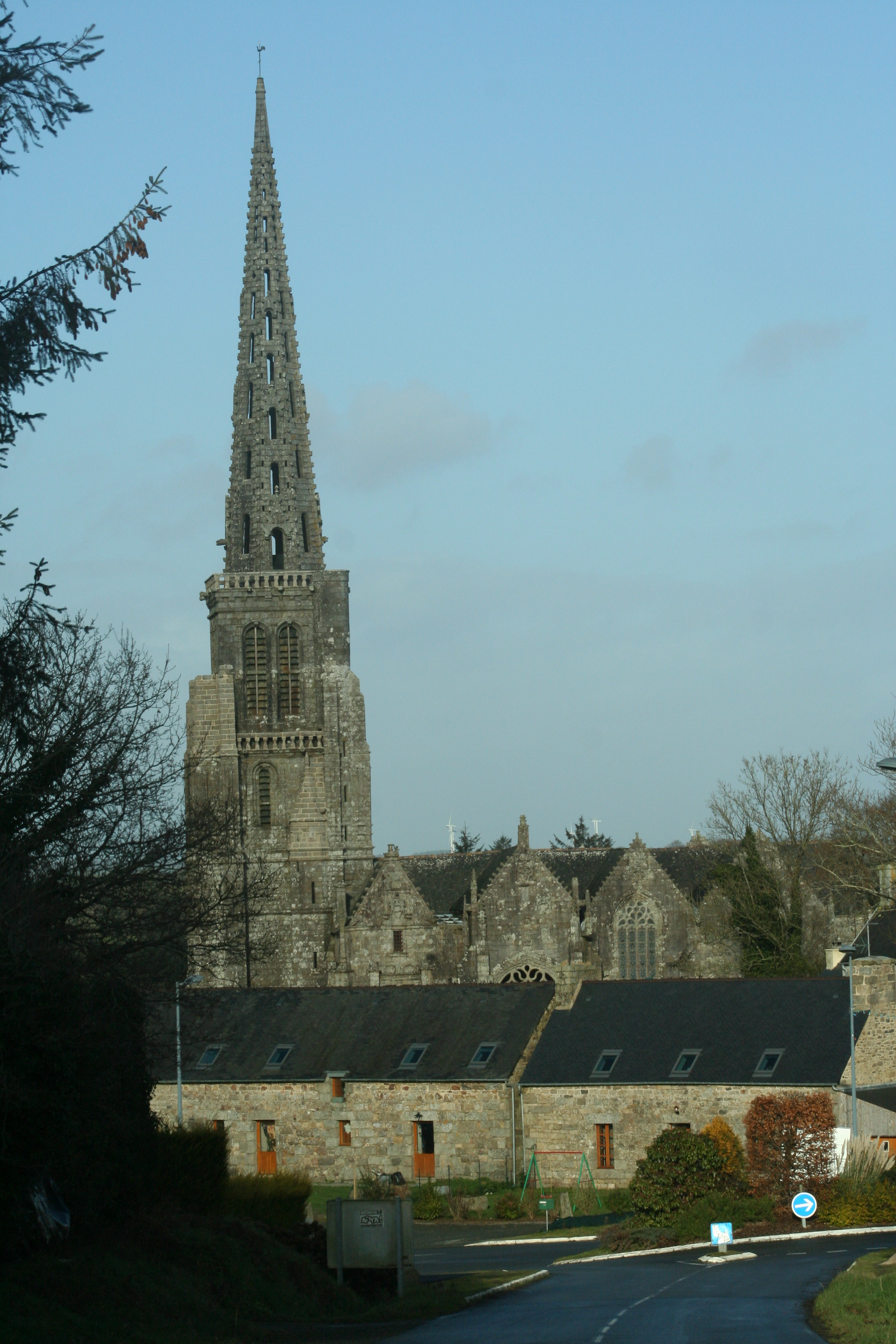
Église Notre-Dame de Bulat.